# قلعه سلیمان بوقه
قلعه سلیمان بوقه مربوط به سدهٔ ۵–۸ ه‍.ق است و در شهرستان مینودشت، روستای ترسه واقع شده و این اثر در تاریخ ۱۶ مهر ۱۳۷۹ با شمارهٔ ثبت ۲۸۰۶ به‌عنوان یکی از آثار ملی ایران به ثبت رسیده است.